# 美国宪法第一修正案

美国国家档案馆所保存的權利法案的手稿

《美利堅合眾國憲法》第一修正案（英語：First Amendment to the United States Constitution）簡稱「第一修正案」（Amendment I），禁止美國國會制訂任何法律以確立國教；妨礙宗教自由；剝奪言論自由；侵犯新聞自由與集會自由；干擾或禁止向政府請願的權利。該修正案於1791年12月15日獲得通過，是美國權利法案中的一部分，使美國成為一個在憲法中明文不設國教，並保障宗教自由和言論自由的國家。
美國權利法案的制訂最初是美國聯邦黨人為了減輕國內反聯邦主義者對美國憲法的反對而做出的系列憲法修訂案。最早的“第一修正案”僅用於美國國會制訂的聯邦法律，其解釋範圍也比現在的狹義許多。但是通過1925年的吉特羅訴紐約州案，美國最高法院基於美國憲法第十四修正案中的“正當法律程序”條款裁定“第一修正案”適用於美國聯邦、州乃至各級政府的立法中。
在1947年的艾弗森訴教育委員會案中，提請法庭就托马斯·杰斐逊在其信件中提及的“建立一道政教分離的牆”進行司法解釋，但這條明確界限的細節到今天仍在爭論中，尤其是如何界定宗教自由方面。
言論自由的界限也在20世紀與21世紀的一系列法庭裁決中有了更大的延伸，諸如政治言論、匿名言論、政治獻金、色情和校園言論等。同時，有關“第一修正案”保護範圍的例外情況也得到了明確。同時美國最高法院以纽约时报诉沙利文案等判例推翻了英國普通法的慣例，將譭謗訴訟中的舉證責任倒置給原告方。但是，商業言論並不受到“第一修正案”的保護。
新聞自由保證了各種資訊和觀點得到自由出版的權利，並且適用於各種媒體。通過1931年的尼爾訴明尼蘇達州案和1971年的纽约时报诉沙利文案等判例，美國聯邦最高法院裁定任何形式的出版審查行為違反了第一修正案，屬於違憲行為。同時最高法院也裁定請願自由適用於美國各級政府及其分支機構的所有行動，並且也裁定了“第一修正案”隱性地保護了結社自由。

## 條款原文
Congress shall make no law respecting an establishment of religion, or prohibiting the free exercise thereof; or abridging the freedom of speech, or of the press; or the right of the people peaceably to assemble, and to petition the Government for a redress of grievances.
译文：國會不得制定有關下列事項的法律：確立一種宗教或禁止信教自由，剝奪言論自由或出版自由，或剝奪人民和平集會及向政府要求伸冤的權利。

## 制定背景

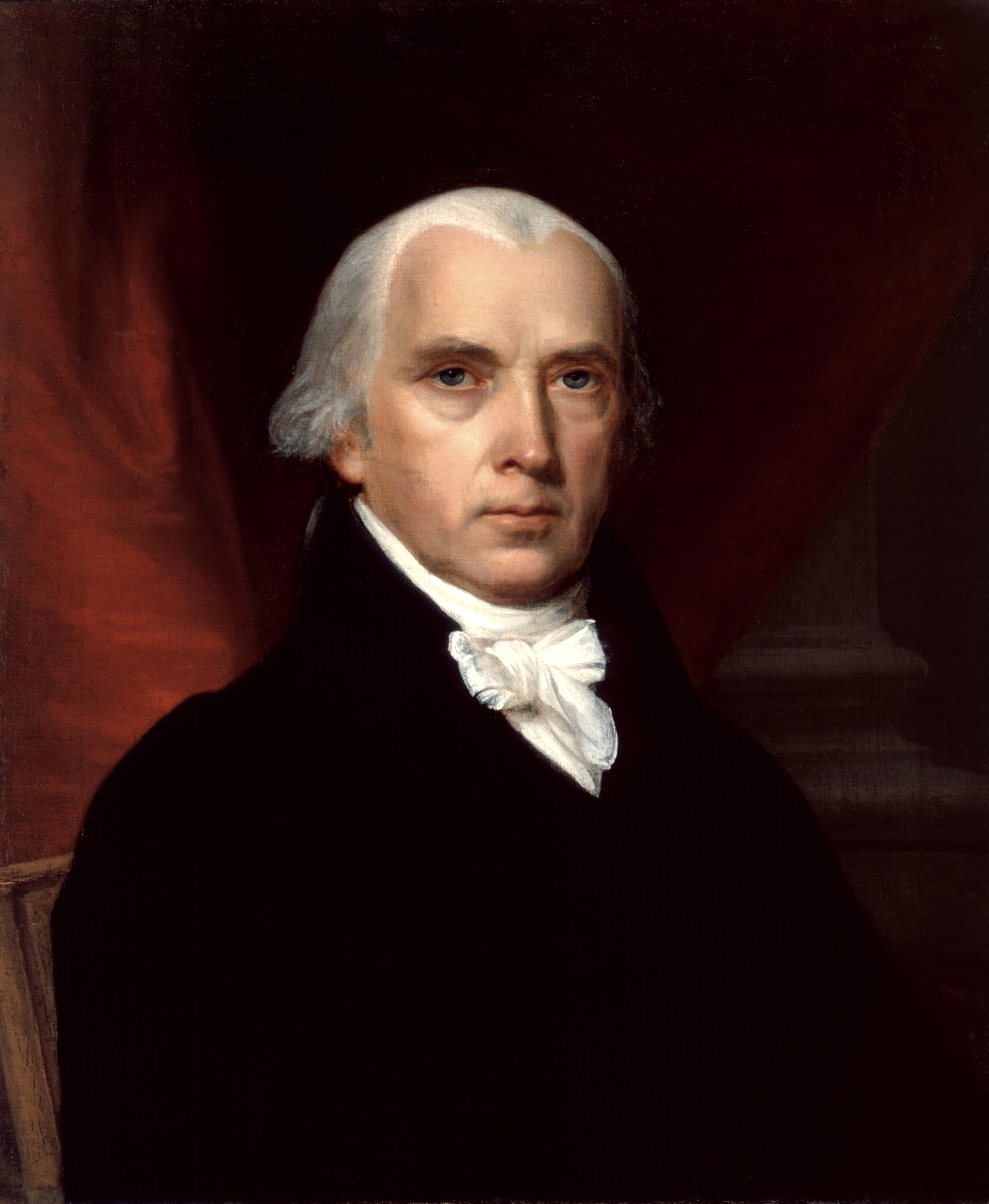
詹姆斯·麦迪逊，權利法案起草人。

1776年，美國獨立戰爭的第二年，弗吉尼亚自治领立法機關通過了《弗吉尼亚权利法案》，而在該法案的第12條就明確提出了，“出版自由乃自由的重要保障之一，绝不能加以限制；只有专制政体才会限制这种自由。”參與獨立戰爭的十三個殖民地中有八個殖民地提出了類似的聲明。然而，這些聲明通常只是被認為是“立法機關純粹的告誡”而已，並不是具備強制執行性的法規。
在《邦联条例》下，殖民地聯合政府在較為薄弱的狀態下維持了幾年。1787年9月17日，美利坚合众国制宪会议在費城召開，試圖確立一個較為強有力的中央政府。身為制憲會議代表和《佛吉尼亞權利法案》起草人的喬治·梅森提出“新的憲法”必須包括一系列的權利條款和保護公民的自由權。但是包括未來《權利法案》起草人的詹姆斯·麦迪逊都明確反對該提議，他們認為國家對於公民自由的保護是足夠的，而嘗試列舉這些權利會導致人們誤認為沒有列舉的權利得不到保護。在一個簡短的辯論之後，喬治·梅森的建議被全票否決。
憲法初稿獲得通過，但是與會的九個州還需就該法案的合憲性向各自州議會提請審議。反對批准權利法案的方面（反聯邦主義）的理由是憲法初稿對於公民權利的保護已經足夠完善；而支持權利法案的方面（包括：弗吉尼亚州、馬薩諸賽州和紐約州）獲得了極高的民眾支持率，他們提議憲法與權利法案必須同時表决的提議最終獲得通過。最終，《美國憲法》獲得了十三個州議會的批准并生效。在第一屆美國國會上，因所在州州議會的請求，喬治·梅森再度提出了十二條有關公民權的條款，其中十條獲得通過，并形成今日之“美國權利法案”。 當時第一修正案在眾議院和參議院的討論是幾乎沒有記錄的，這也導致了未來有關該修正案的意圖討論變得異常複雜。 第一修正案（及其他權利法案條款）於1789年9月25日提交給所屬各州議會審核，并最終在1791年12月15日獲得通過。

## 政教分離
原本美國憲法第一修正案只適用於美國聯邦政府，因此即便在美國憲法第一修正案獲得批准后，美國部份州還是確立了州級官方宗教。例如，馬薩諸賽州直到十九世紀30年代之前，都將公理宗確立為本州的官方宗教。
1947年，美國聯邦最高法院通過“艾弗森訴教育委員會案”正式將“政教分離條款”列入到“美國權利法案”中。在本案判決書“多數意見”中，大法官休戈·布萊克閣下裁決道：
美國憲法第一修正案中的“政教分離條款”至少透露了這樣的意思：聯邦政府或者州政府不能創立一個宗教，也不能通過法律程序幫助某個宗教或所有宗教，也不能喜歡某個宗教而排斥另一個宗教……傑弗遜曾說過，（第一修正案）的目的就是反對通過立法手段確立國教，政府和教會之間必須樹立起一道彼此分離的牆……這堵牆，必須固若金湯。我們不能絲毫違反這個條款。
在1994年的“齊亞思·喬伊村學區教育委員會訴魯梅特案”中，判決書“多數意見”撰寫人戴維·蘇特大法官閣下裁決道，“政府不應該相較于某個宗教而喜歡另一個宗教，也不能相較于宗教更喜歡無神論”。而在二十一世紀頭十年的一系列案件中，例如：“凡·奧登訴佩裡案”（2005年）、“麥克裡縣訴美國公民自由聯盟案”（2005年）、“薩拉薩爾訴邦龍案（2010年）”，法院都認為美國聯邦土地上的宗教紀念建築物問題並沒有違背“政教分離”條款。

### 政教分離主義

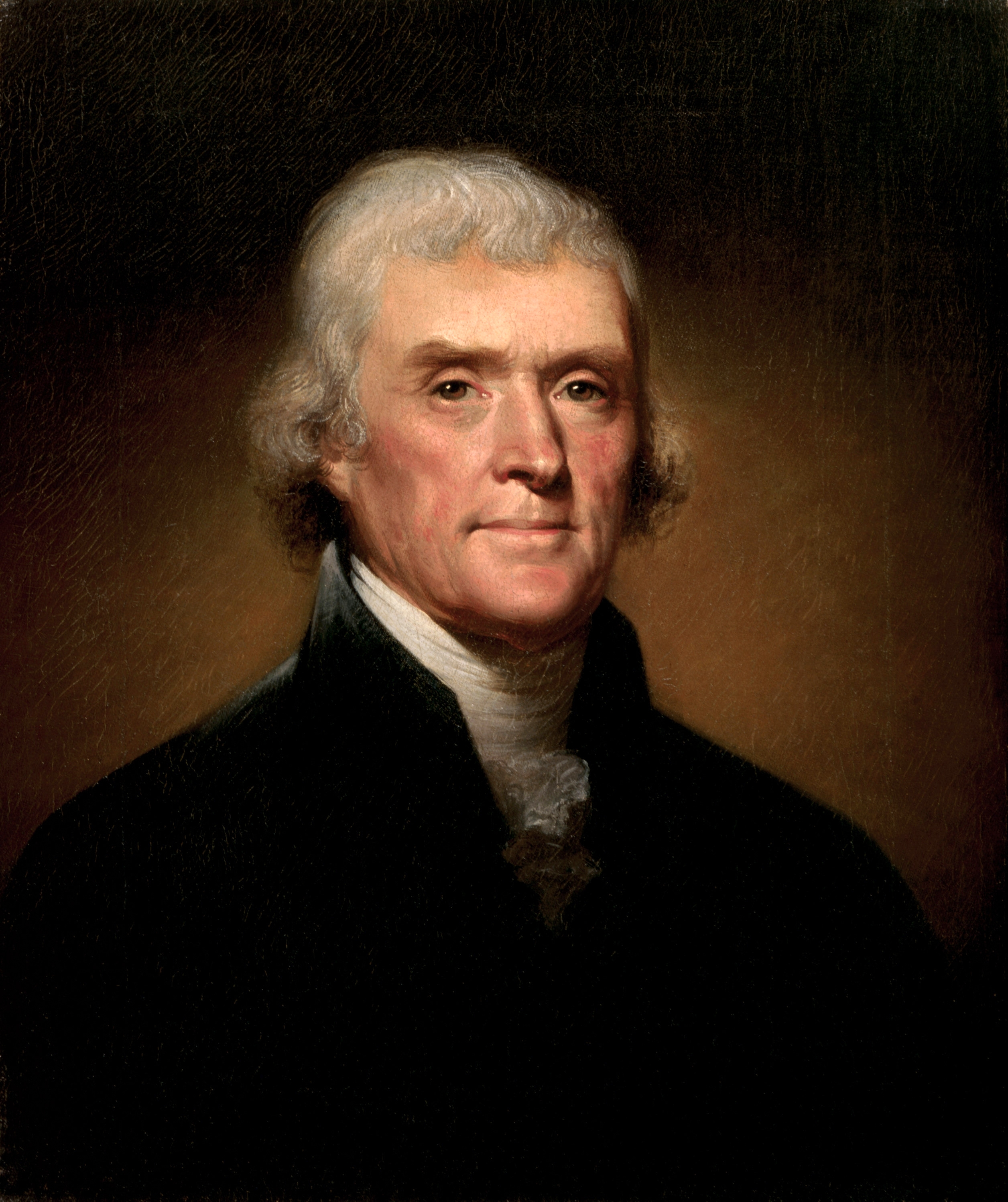
美國總統托馬斯·傑弗遜在他的信件中寫到“要修建一道隔離宗教和政府的墻”。

在“艾弗森訴教育委員會案”裁決書中所說“要建立一道隔離政府與宗教的墻”的說法來自美國總統托馬斯·傑弗遜某封郵件中的比喻。有關政教分離主義的討論在美國聯邦最高法院的裁決中也是歷史悠久的，最早可以追溯到1879年的“雷諾茲訴美國案”，法院審查了美利堅共和國早期的歷史資料以裁定摩門教信眾的自由程度。時任美國聯邦法院首席大法官的莫里森·韦特閣下，在諮詢了歷史學家喬治·班克羅夫特和閱讀討論了“第一修正案”起草人詹姆斯·麥迪遜的《反對宗教評估的訴狀和抗議書（Memorial and Remonstrance against Religious Assessments）》后，在他的裁決書中引用了麥迪遜的比喻，建立宗教和政府之間的“巨大障礙”。
大法官休戈·布萊克閣下通過傑弗遜總統的話說出了法庭的意見。最終裁決獲得了多數但不是一致的支持。而瓦倫·諾德（Warren Nord）在《上帝是否創不同？（Does God Make a Difference?）》中認為第一修正案語義是趨弱的，因此他對第一修正案的異議是應該“少談論政教分離的危險，而應該多關心宗教，特別是少數派宗教的自由”。
最早“艾弗森訴教育委員會案”判決書允許新澤西州教育委員會為教會學校提供公共交通設備，但是法院有權利用各種測試以檢查政教分離確實得到了執行。“艾弗森訴教育委員會案”開創了檢查政教分離的必要性，同時也允許公共財政對教會學校給予必要的援助，因為孩子的利益才是最重要的。而在二十世紀60年代有關公立學校祈禱的裁決書中，例如：“恩格爾訴瓦伊塔爾案”和“阿賓頓學區訴申普案”，法院裁定，一個合法行動必須基於一個世俗的目的且並非主要用於援助宗教。而在1970年的“瓦爾茨訴稅務委員會案”中，法院裁決合法行動並不需要糾纏在宗教和世俗的問題上；到了1971年的“萊蒙訴庫茲曼案中”，這些觀點被合併了，宣告一個行動是否合法將基於：
1. 其章程（或執行）是否給予一個世俗的目的；
2. 其主要原因或主要目的既不推動宗教發展也不抑制宗教發展；
3. 其結果不會導致政府與宗教糾纏過多。

雖然由“萊蒙訴庫茲曼案”引申出來的“萊蒙測試法”備受法官和法律學者的批評，但是它迄今仍是法院所強制執行的“政教分離”條款。在1997年的“奧格斯蒂尼訴菲爾頓案”中，“萊蒙測試法”中的“糾纏過多”一項被降低為能影響質疑相關法律或判例的因素。在2002年的“澤爾曼訴西蒙斯哈裡斯案”中，法院裁定“世俗目的”和“主要原因（或目的）”才是重要判定條件，只有在符合這兩條之後方再考慮“糾纏過多”。

### 政教合一主義
政教合一主義者也提出了他們相反的觀點，他們引用威廉·道格拉斯大法官閣下的一句話，“我們首先是信徒，其次才是最高法院大法官。”因而他們認為“萊蒙測試法”應該是有選擇性地被使用。進而保守派們認為，特意為阻止建立國教而設置“政教分離”條款既不是神的諭旨也不符合該政策的最終目的。

## 信仰自由
在1963年的“謝伯特訴佛納案”中，美國聯邦最高法院裁定各州不得以“嚴格審查”為由拒絕民眾基於自身宗教信仰的活動。這意味著政府此後同樣的行為必須具有“說服力”。本案所涉及的當事人艾黛兒·謝伯特（Adele Sherbert）因為其基督復臨安息日會信仰而拒絕在星期六工作，而南加州政府則因此拒發了艾黛兒·謝伯特的失業救助金。在1972年的“威斯康辛州訴尤德案”中，法院裁定，如果某條法律在沒有任何具有說服力的前提下，對“宗教行為賦予不必要負擔的做法”，即便“（該做法）看上去是中立”的，這條法律也依然違憲。
通過1990年的“就業司訴史密斯案”，有關“令人信服的理由”的範圍進行了規範。法院要求“令人信服的理由”只需要符合信仰自由，也就是說該理由並非針對某個特定宗教即可。在1993年的“拉庫米教會訴海厄利亚市案”中，美國聯邦最高法院裁定海厄利亚市當地一條禁止動物獻祭的法律在執行過程中實際針對的是拉庫米教會所倡導的薩特利安教卻又對猶太教獻祭行為例外，因此該法案不符合“中立”和“不針對特定宗教”的要求，因而違憲。
1993年美國國會通過了《宗教自由恢復法案》，試圖恢復“謝伯特訴佛納案”和“威斯康辛州訴尤德案”所提及的“具有說服力的理由”。但是在1997年的“伯尼市訴佛洛雷斯案”中，最高法院裁決該法違反“第一修正案”，理由是該法案強迫地方政府和州政府對宗教提供過度保護。法院還認為，國會可以通過最高法院的釋法去執行相關規定，但不能自行釋法并要求州和地方政府執行。而在2006年的“岡薩雷斯訴UDV教派案”中，联邦政府依旧有权制定符合《宗教自由恢复法案》中“充分理由”标准的法律。

## 言論自由

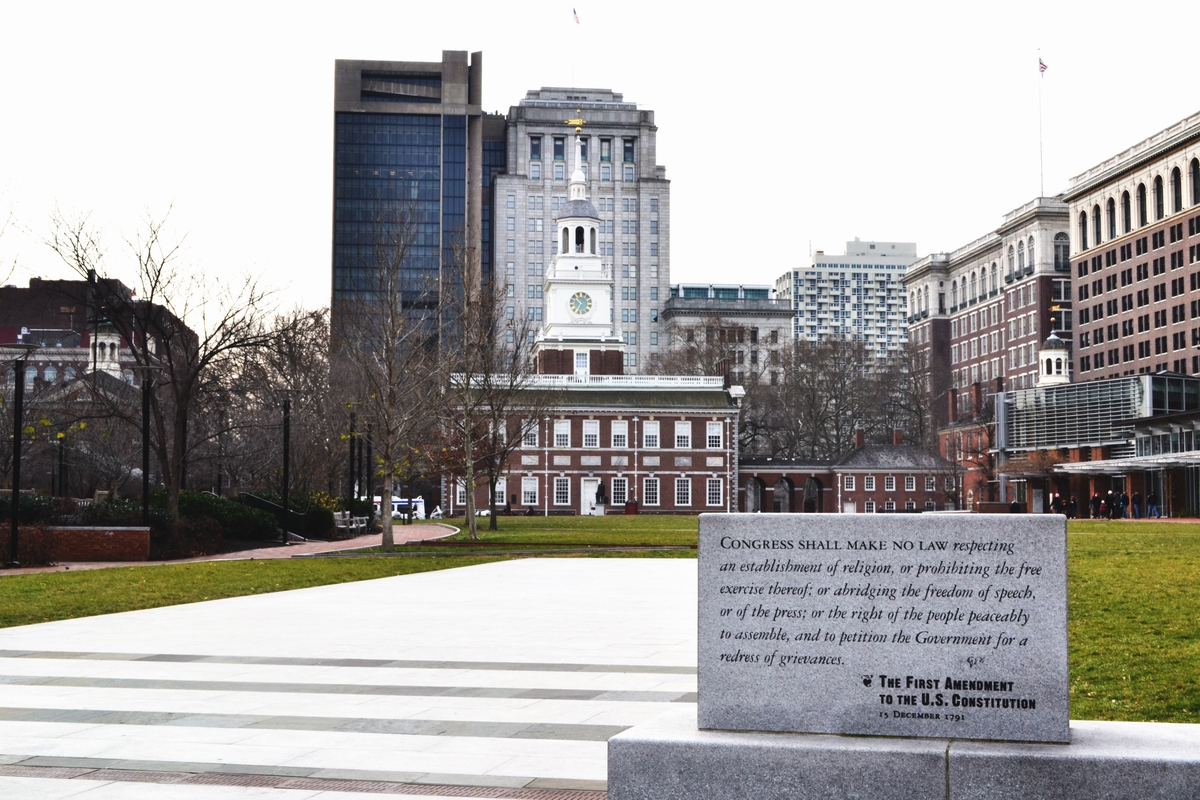
位于费城美国独立纪念馆前的“第一修正案”铭文碑（建于1791年12月15日）。

### 批評政府
在二十世紀之前，美國聯邦最高法院拒絕就任何有關“言論自由”的聯邦法律進行司法審查。例如，最高法院就從未裁定過由聯邦黨人總統约翰·亚当斯就禁止煽動性譭謗言論的立法《客籍法和镇压叛乱法》是否違憲，三位大法官所主持的煽動實驗沒有表明任何保留意見。 由副總統托馬斯·傑弗遜和詹姆斯·麥迪遜所引導的主流意見則認為，《1798年外僑與煽動叛亂法》违反了第一修正案及憲法的其他規定。 後來亞當斯敗選給傑弗遜的部份原因就是亞當斯並不受那些被起訴“煽動叛亂”人士的支持，而傑弗遜在當選后很快就廢止了《1798年外僑與煽動叛亂法》并赦免了因此法案而入罪的人們。 在1971年纽约时报诉沙利文案裁決書的多數意見中，大法官小威廉·布倫南閣下注意到這次法庭辯論將是“第一修正案”的一個先例，并借此裁定《1798年外僑與煽動叛亂法》違憲。他寫道，“雖然‘煽動叛亂法’並未在本法庭被測試過，但是有關此法的有效性在歷史上卻是備受爭議。”

#### 一戰時期

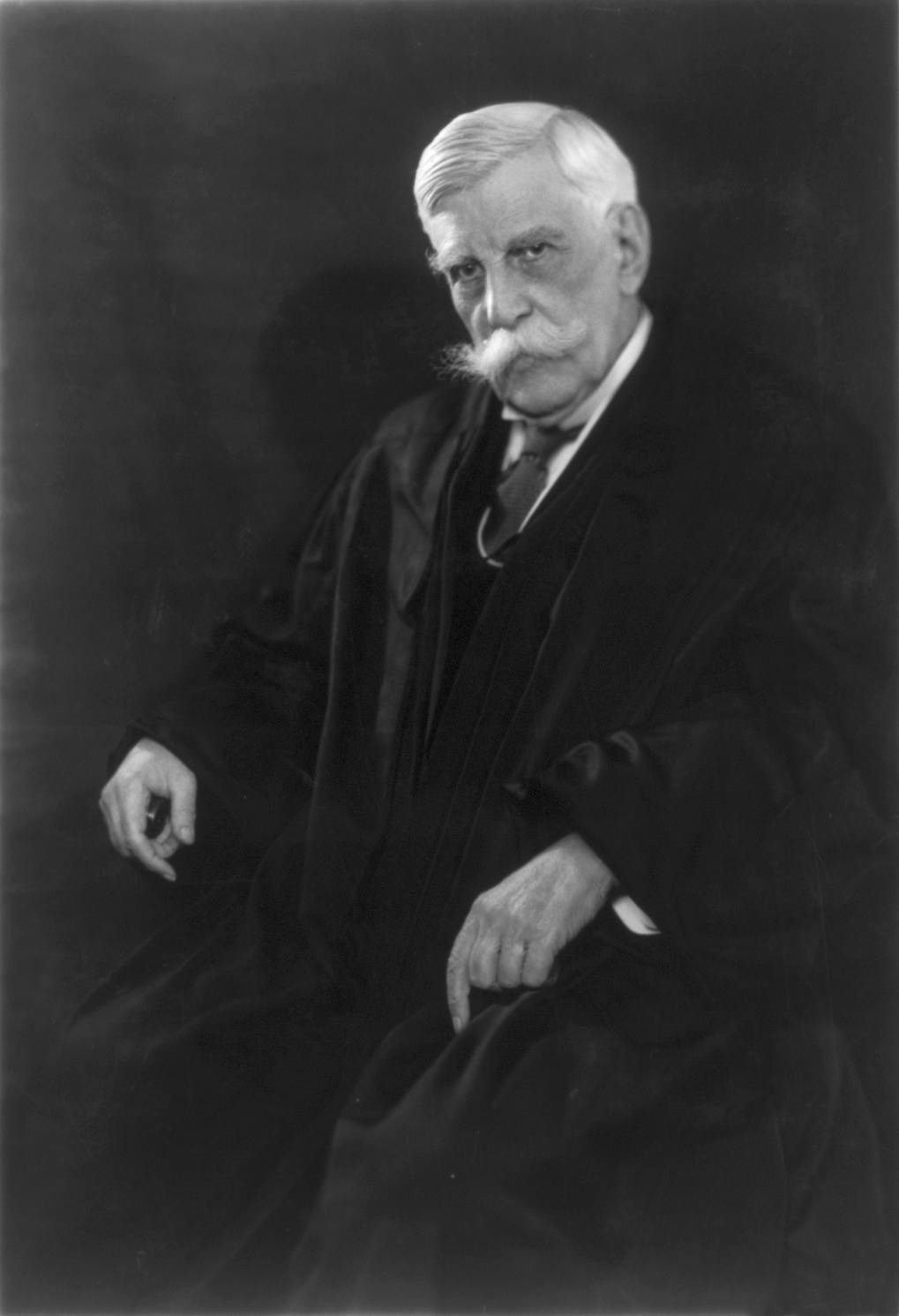
大法官小奥利弗·温德尔·霍姆斯閣下就“言論自由”的相關案件制定了“明顯且即時的危險”測試。

在愛國熱情高漲的第一次世界大戰期間，《1917年間諜法》規定任何“不服從命令、對國家不忠、叛變，或拒絕服役”的美國人將面臨最高二十年監禁的懲罰。一時間，美國各地出現了數百起相關訴訟。 到了1919年，美國聯邦最高法院對下列上訴舉行了聽證會：“申克诉合众国案”、“德布斯訴合眾國案”、“弗洛維克訴合眾國案”和“艾布拉姆斯訴合眾國案”。
在第一個案件里，美國社會黨幹部查理斯·申克（Charles Schenck）由於散發抵制該法案的傳單而被《1917年間諜法》定罪。 查理斯·申克以“《1917年間諜法》違法‘第一修正案’”為由提起上訴，聯邦最高法院一致裁定駁回上訴并維持原判。.大法官小奥利弗·温德尔·霍姆斯閣下在判決書中寫道，“很多案件的問題在於，如果在一個‘明顯且即時的危險’情況下，某人的言論會帶來實質性的危害，那麼國會有權制定法律以防止此類情況發生。”一周后，最高法院再度支持了《1917年間諜法》，裁定批評美國捲入對外戰爭的記者敗訴。
由“申克訴美國案”而得出的“明顯且即時的危險”測試在“德布斯訴美國案”中被正式確立。1918年6月16日，政治活動家尤金·V·德布斯在俄亥俄州坎顿市發表演講，其中他說到為“最忠實的同志瓦根內克特（Wagenknecht）、貝克（Baker）及魯滕貝裡（Ruthenberg）因協助並教唆他人拒絕接受兵役登記被定罪而為工人階級接受懲罰的獻身精神”而感到驕傲。在這段演講之後，德布斯因為觸犯《1917年間諜法》而被起訴并定罪。美國聯邦最高法院維持了有罪的判定，法院的理由是雖然德布斯的發言中並沒有直接的“明顯且即時的危險”字眼，但是結合上下文卻可以發現其對“阻礙徵兵有著天然的傾向和可能的效果”。 在“艾布拉姆斯訴美國案”中，四名俄羅斯人在紐約散發傳單，抗議時任美國總統伍德罗·威尔逊對俄國十月革命的干涉。最高法院以多數意見維持了對他們有罪的判決，但是大法官霍姆斯閣下和大法官路易斯·布蘭戴斯閣下卻提出了異議，他們認為政府並沒有就那四人的政治宣傳提供足夠的“明顯且即時的危險”證據。

#### 一戰之後

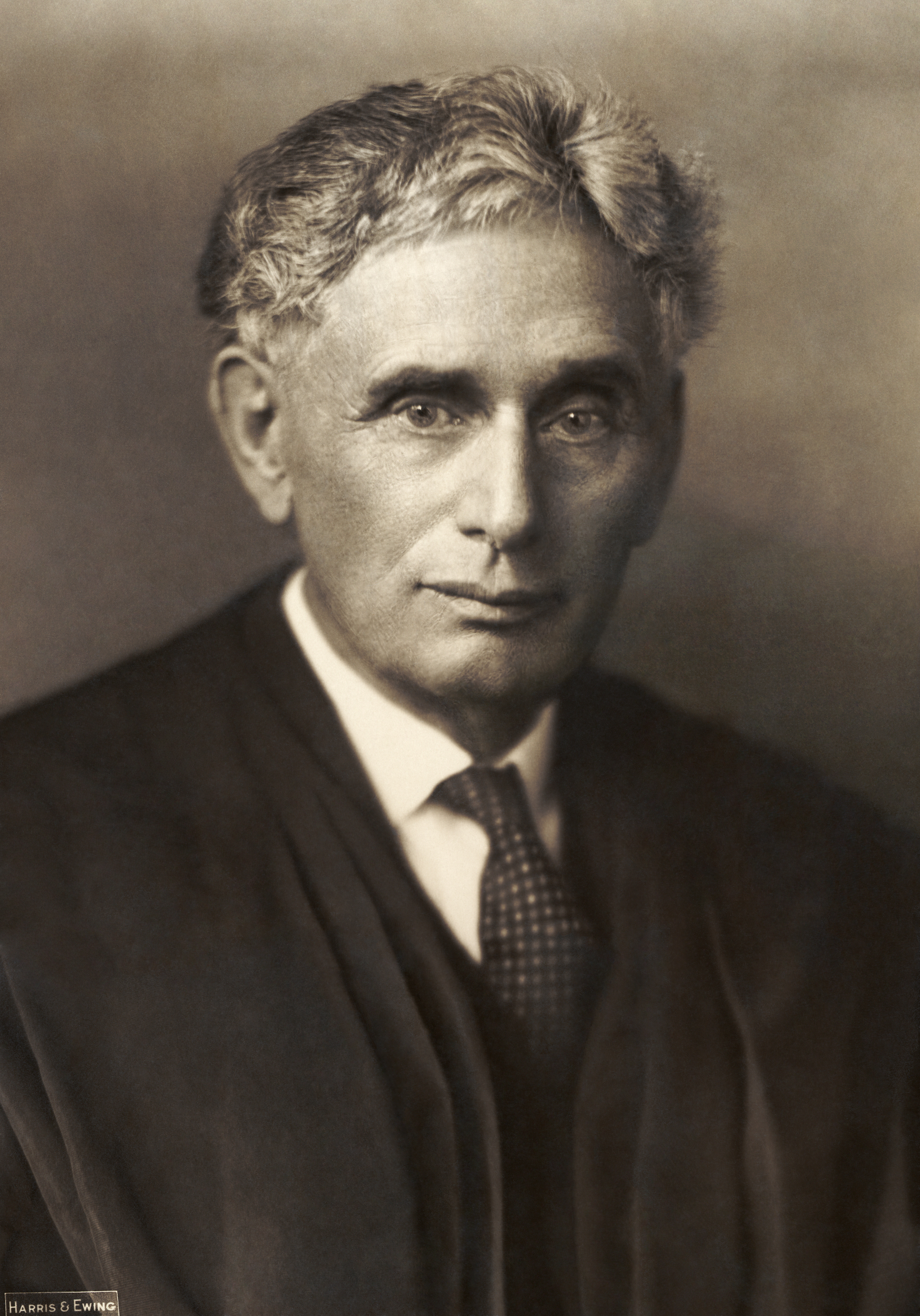
大法官路易斯·布蘭戴斯閣下在二十世紀20年代就言論自由上訴案撰寫過一些異議。

美國聯邦最高法院在二十世紀20年代就一些“言論自由”的上訴案做出了不利於上訴者的裁決，其中就包括勞工活動組織者本傑明·吉特羅（Benjamin Gitlow）的上訴案。吉特羅因為散發傳單，鼓吹“無產階級專政革命”而被起訴并定罪。 在1925年的“吉特羅訴紐約州案”中，儘管最高法院維持了原判，但基於“第十四修正案”中的“正當法律程序”條款，表明“第一修正案”不僅適用於聯邦法律，也適用於州法律。 但是大法官布蘭戴斯閣下和霍姆斯閣下就此案提出了異議，他們認為應當推進“第一修正案”中“言論自由”條款對政治言論的保護範疇。在1927年的“惠特尼诉加利福尼亚州案”中，美國共產黨組織者夏洛特·安妮塔·惠特尼因“工團主義罪”被定罪。儘管這個上訴被裁定敗訴，但是大法官布蘭戴斯閣下卻寫下了異議，他認為政治言論應該得到更廣泛的保護：
我們贏得了獨立……并相信自由就是想你所想和暢所欲言。這意味著我們必須去發現和傳播政治真理，但是如果沒有言論和結社自由，這樣的討論都是徒勞的。人們之間的討論應該得到足夠的保護，并防止傳播異端邪說。對自由最大的威脅是那些身懷惰性的人們，公共討論不僅是一項公共責任，也是美國政府應該奉行的基本政策。
1937年的“赫恩登訴洛瑞案”中，聯邦最高法院聽取非洲裔美國共產黨組織者安傑洛·赫恩頓的上訴。他因為利用《奴隸起義規約（Slave Insurrection Statute）》鼓吹黑人自治而被定罪。聯邦最高法院根據“明顯且即時的危險”標準及喬治亞州並不能證明赫恩登的行為符合這個標準為由，宣佈赫恩頓勝訴。
1940年，美國國會制訂了《史密斯法案》，宣佈“任何使用武力或暴力行為推翻或顛覆美國政府”為非法。這條法律等於為打擊美國的共產黨人提供了一個工具，尤金·丹尼斯因“企圖建立共產黨”被定罪后，他想最高法院提請了移審令并獲得了批准。在1951年的丹尼斯訴美國案中，最高法院以“六比二”的票數宣佈維持原判。 首席大法官弗雷德·文森閣下採用了勒恩德·汉德法官閣下對“明顯且即時的危險”標準的解釋，“在每一個案件中，[法院]必須要問，這種因為不太可能發生而被低估了分量的‘危害’，是否可以證明以侵犯言論自由而避免危險是正確的。”大法官费利克斯·弗兰克福特閣下則在協同意見里提出了“平衡標準（balancing test）”，這個標準很快便取代了“明顯且即時的危險”標準。“平衡標準”指的是：
民主社會中的“言論自由權力”和“國家安全需求”的關係好比司法程序中“知情”和“坦誠”的關係一樣，處於一種競爭的平衡當中。
1957年的“葉慈訴美國案”中，最高法院對於《史密斯法》的執法範圍作出限制，認為“煽動實際行動”方可執行本法，而“思想領域的鼓吹”則不適用本法。而宣揚暴力推翻政府的抽象學說受到“第一修正案”的保護，而不用被《史密斯法》懲處。
越南戰爭期間，美國聯邦最高法院對于人民批評政府言論的立場有了巨大的變化。但是最高法院在此期間還是支持了一些諸如禁止偽造、自殘或撕毀徵兵卡方式來逃脫兵役的法律，例如在1968年的“美國訴奧布萊登案”中，最高法院就擔心焚燒徵兵卡會對徵兵工作的“順利和有效運作”造成危害。但就在次年，聯邦最高法院通過對“勃蘭登堡訴俄亥俄州案”的判決徹底推翻了惠特尼诉加利福尼亚州案”中的裁決。 現在，最高法院就鼓吹公開暴力和革命言論的話語權給予了廣義上的說明：
（我們的）裁決規範了憲法保障言論自由和新聞自由的原則，即不允許政府禁止或取締鼓吹暴力或非法活動的言論，即便這些言論有可能導致這樣行動或這些行動的確會導致這樣的危險。
通過“美國訴奧布萊登案”，最高法院拋棄了由“申克訴美國案”得出的“明顯且即時危險”的標準，并同時進一步削弱了“丹尼斯訴美國案”判例的影響力。 在1971年的“科恩訴加利福尼亞州案”中，聯邦最高法院以“五比四”的結果推翻了原審。在原審中，科恩因在洛杉磯縣法院走廊上穿著有“去你媽的徵兵（Fuck the Draft）”字樣的夾克衫而被定罪。大法官約翰·馬歇爾·哈倫閣下在多數意見中寫道，儘管科恩的外套上的言論使用了髒字，但依然屬於“第一修正案”所保護的政治言論範疇。他寫道“汝之砒霜，彼之蜜糖（one man's vulgarity is another man's lyric）”。

### 政治言論

#### 匿名言論
在1960年的“塔利訴加利福尼亞州案”中，美國聯邦最高法院的裁定推翻了洛杉磯市城市條例中有關匿名分發小冊子屬於犯罪的規定。大法官休戈·布萊克閣下在多數意見中寫道，“這一點是毫無疑問的，（區分是否匿名）的做法限制了信息的自由傳播，進而影響到了言論的自由……匿名的小冊子、傳單、宣傳冊，甚至是書籍都在人類的進步中發揮了重要的作用。”在1995年的“麥金太訴俄亥俄州競選委員會案”中，聯邦最高法院推翻了俄亥俄州有關禁止匿名分發競選刊物的法規。但是在“密斯訴基恩案）”中，最高法院支持了1938年制定的《外國代理人登記法》，幾部加拿大電影被定義為“政治宣傳片”，法院要求必須公開這些電影的贊助商。

#### 競選資金

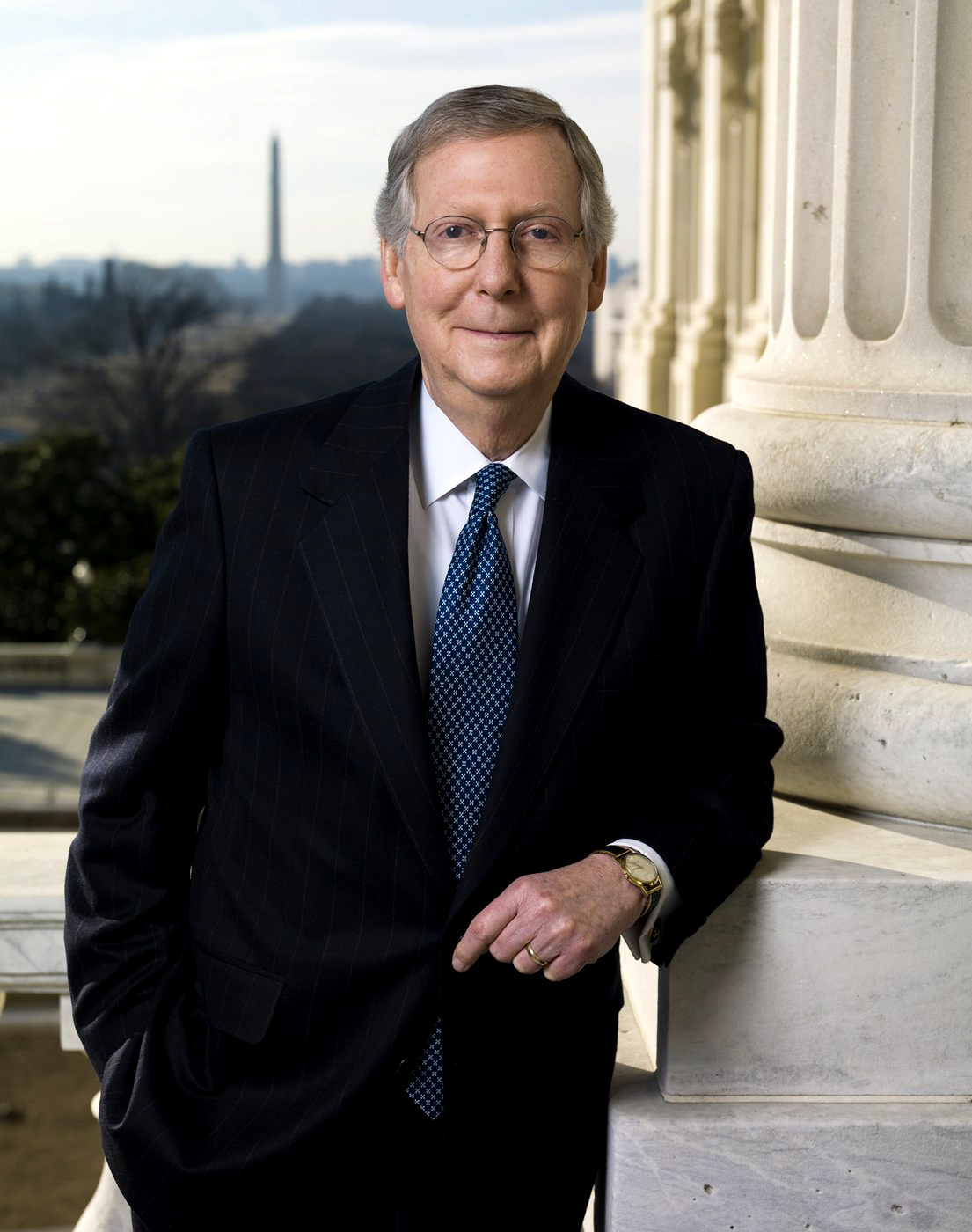
美國國會參議員米奇·麥康諾先生，麥康諾訴聯邦競選委員會案原告。

在1978年的“巴克利訴法萊奧案”中，美國聯邦最高法院審查了1971年制定的《聯邦選舉競選法》，該法案限制了競選人獲得政治獻金和支出的額度。最終法院裁定限制政治獻金獲取額度及來源的條款合憲，并認為這些條款“保障政府的基本權益，維護選舉過程的完整性，並且沒有直接侵犯公民個人或候選人從事政治辯論及討論的權力。”但是最高法院卻推翻了該法案對於支出額度的限制，認為其“實質上構成了對政治言論數量的限制”。
在2003年的“麥康諾訴聯邦競選委員會案”案中，聯邦最高法院再度審議了競選資金監管的合憲性。案件的矛盾集中在2002年通過的聯邦法律——《兩黨競選改革法》，該法案對競選資金提出了新的監管意見。最高法院支持了原法案中有關禁止全國性政黨使用軟錢或私人機構利用軟錢從事競選相關推廣的規定，但同時最高法院卻推翻了此前有關“支持選擇權”的相關規定，裁定聯邦競選委員會有權或協調所有競選人的開支，或允許所有競選人獨立進行競選開支，但不可以將兩種方法同時使用，並且同意各方在“承擔違憲風險的前提下”可以對競選開支做無上限安排。此後最高法院通過“廷克訴梅德因獨立社區學區案”裁定禁止未成年捐獻競選資金是違憲的。
在2007年的“聯邦競選委員會訴威斯康辛州生命權公司案”中，聯邦最高法院裁定《兩黨競選改革法》繼續“適用”。而在2008年的“戴維思訴聯邦競選委員會案”中，最高法院裁定《兩黨競選改革法》中的“百萬富翁修正條款”是違憲的。最高法院認為《兩黨競選改革法》對於自籌資金競選人過於寬鬆，而對於那些花費在350萬美元以上的候選人卻予以限制違背了言論自由。
在2010年的“聯合公民訴聯邦競選委員會案”中，最高法院裁定《兩黨競選改革法》中限制企業或團體進行政治宣傳的做法違憲。同時法院還推翻了1990年“奧斯丁訴密歇根州商會案”中有關禁止國債援助企業就競選人發表支持或反對言論的判例，法院認為這些做法符合第一修正案及第十四修正案。法院最後也推翻了“麥康諾訴聯邦競選委員會案”中的部份判決。換句話說，最高法院裁定政治獻金是受到“第一修正案”保護的一種政治言論。

#### 汙損國旗
美國聯邦最高法院有關汙損國旗是否屬於抗議的一種形式的爭議源於1969年的“斯崔特訴紐約州案”。在聽到民權活動家詹姆斯·梅雷迪斯被謀殺的錯誤報導之後，西德尼·斯崔特焚燒了一面四十八星的美國國旗。斯崔特很快便被逮捕並以“通過文字或行動公開損傷、汙損、玷污、蔑視、踐踏或鄙夷任何美國旗幟”為犯罪的紐約州法律而定罪。依照1931年“斯特隆伯格訴加利福尼亞州案”的判例，最高法院以“五比四”的結果裁定紐約州刑法認為汙損國旗不屬於“言論”的規定違憲。因為紐約州是依據尚未確定合憲的條款而並未以充分的理由將斯崔特定罪，因此該定罪結果被最高法院推翻。然而最高法院“拒絕就本案所牽扯的憲法議題做更廣泛的裁決”，從而並未明確焚燒國旗的行為是否屬於“言論自由”的範疇。
有關焚燒國旗的模糊法規在1989年的“德克萨斯州诉约翰逊案”中被取消。在本案中，格裡高利·李·約翰遜在德克薩斯州達拉斯舉行的1984年度共和黨全國代表大會期間焚燒了一面美國國旗。約翰遜被控違反德克薩斯州法律中有關“禁止損毀受尊敬公共物品”的條款，隨後約翰遜被判定有罪，入獄一年并繳納2,000美元罰金。最高法院以“五比四”的結果推翻了該裁定，大法官小威廉·布倫南閣下在判決書中寫道，“如果第一修正案有一個基本原則的話，那麼就是政府不得以社會討厭或反感某種思想而禁止該思想被表達。”美國國會曾經制訂過一項聯邦法律以禁止焚燒國旗，但是最高法院卻在1990年的“美國訴艾克曼案”中予以推翻。 自1989年以來，美國國會已經屢次提請一個有關“國旗汙損修正案”的投票，但是直到2006年，該修正案仍以一票之差未能被參議院通過。

#### 偽造軍獎
自二十世紀早期以來，未經授權出售或損壞荣誉勋章在聯邦法律里都是違法的，甚至在《反軍事榮譽竊取法》里，違法的行為從違規佩戴勳章擴展到假如沒有勳章卻聲稱擁有的言論上。在2012年的“美國訴阿爾瓦雷斯案”中，最高法院推翻了《反軍事榮譽竊取法》，裁定政府以公民虛報兵役或榮譽的言論而入罪的行為違反了“言論自由”條款。雖然本裁決是以“六比三”的結果獲得通過，但是六名投票反對《反軍事榮譽竊取法》的大法官卻沒有達成一致意見。

### 商業言論
商業言論指的是以公司或個人盈利為目的而發表的言論。與政治言論不同，最高法院裁定商業言論並不享受“第一修正案”中“言論自由”條款的充分保護。為了在訴訟中區分商業言論和其他類型的言論，最高法院為商業言論定義了四個特徵：
1. 內容中有涉及如何購買；
2. 內容可以被定義為廣告內容；
3. 內容應用了某個特定的商品；
4. 傳播者是基於商業目的傳播該內容。

如果某人的言論只是涉及上述四條中的某一條，那麼並不會被認為是商業言論。但是，如果某人的言論符合上述四個特徵，那麼他的言論就是商業言論。

在1942年的“華倫泰訴克裡斯田森案”中，最高法院維持了紐約市有關“禁止在街道分發商業傳單和廣告”的法令。大法官歐文·羅伯茨解釋道：
最高法院已經明確認為，街道的確可以作為適當傳播信息和溝通交流的場所。但是政府有權為了公眾利益，而取締某些交流場所或方式以減輕交通的負擔。同時，憲法並沒有要求政府必須尊重商業言論的傳播自由。
但是在1976年的“佛吉尼亞州藥業協會訴佛吉尼亞州消費者委員會案”中，最高法院推翻了“華倫泰訴克裡斯田森案”中的裁決，認為商業言論受到“第一修正案”的保護。
我們在思考一個問題，政府是否有權完全壓制一個真實信息的合法傳播，以避免他們在傳播者和受眾之間產生效果……我們的答案是否定的。

而在1978年的“額哈力克訴俄亥俄州律師協會案（Ohralik v. Ohio State Bar Association）”中，最高法院裁定商業言論並不像其他言論那樣受到“第一修正案”的完全保護。
我們沒有丟棄“常識性”的問題，發生在商業交易上的言論在傳統上是受到政府所監管的言論，這與其他言論是不同的。有關商業言論與非商業言論的界限將決定該言論受到第一修正案保護範圍的多寡。
在1980年的“中央哈德森天然氣和電力公司訴公共服務委員案”中，最高法院要求政府在監管商業言論的時候，對如下問題進行調查：
1. 這些言論是否受到第一修正案的保護？是否合法？是否誤導消費者？是否涉及欺詐？
2. 控制這些言論之後是否對於政府利益有很大的幫助？
3. 控制這些言論是否直接有利於政府利益的實現？
4. 相較于更大範圍的利益或服務，這些控制是有必要的嗎？

六年之後，美國聯邦最高法院將“中央哈德森標準”沿用到“波多黎各波薩達酒店協會訴波多黎各旅遊公司案”中。美國聯邦最高法院支持了波多黎各最高法院的裁決，認為波多黎各的《1948年遊戲機會法（Games of Chance Act of 1948）》中的規定並沒有違憲。通過“波多黎各波薩達酒店協會訴波多黎各旅遊公司案”而實現的對“中央哈德森標準”寬鬆解讀很快就在1996年的“44酒行公司訴羅德島州案”中被限制。在該案中，最高法院裁定羅德島州禁止公佈白酒價格的法律違憲。

### 校園言論
在1969年的“廷克訴得梅因獨立社區學區案”中，最高法院將言論自由的保護延伸到在校學生上。在本案中，部份學生因為抗議越南戰爭而佩戴黑章的行為被學校處罰。最高法院裁定，學校不得限制未對學校正常活動有“重大且顯著”破壞的象徵性言論。 大法官亚伯拉罕·亚伯·方特斯閣下寫到：
學校不可能是極權主義的聚集地，校方在他們的學生面前不具備絕對的權威。學生……所擁有的基本權利將得到國家的尊重，就像他們尊重他們對國家的義務一樣。
在1972年的“希利訴詹姆斯案”中，最高法院重申了自己在“廷克訴得梅因獨立社區學區案”中的裁定，最終裁決中央康涅迪克州大學拒絕承認“為民主社會而學習”的校園章為違憲。
但是，1968年之後，最高法院就“廷克訴得梅因獨立社區學區案”的司法判例做出了一些限制。在1986年的“伯特利學區訴弗雷澤案”中，最高法院裁定學生可以因他在校園集會上的涉及性暗示的言論被處罰；而在1988年的“黑澤爾伍德訴邁克凱爾案”中，最高法院認為校報在接受校方的出版審查方面受到第一修正案的保護有限。在2007年的“莫爾斯訴弗雷德裡克案”中，最高法院裁定如果學生有宣揚“非法使用藥物”的行為，即便不在校方場地內，校方也有權在集會上終止該人的言論。而這並不違反第一修正案中的言論自由條款。

### 淫穢色情

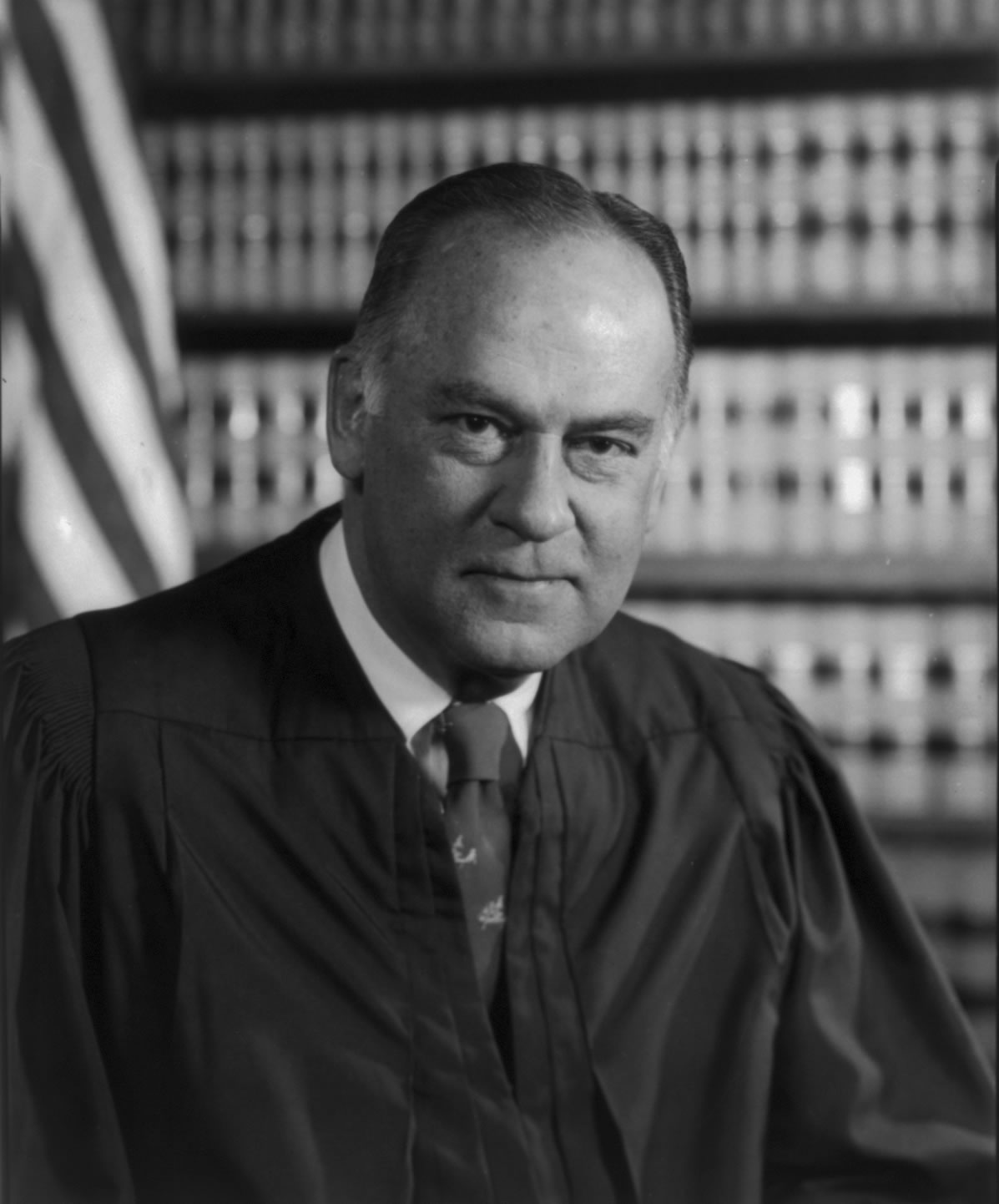
大法官波特·斯图尔特閣下寫道，雖然不能準確定義淫穢的標準，“但是當我看到它的時候我就知道”。

美國聯邦政府和州政府對於淫穢內容和色情出版物都有相應的限制。雖然最高法院早已拒絕將第一修正案有關言論自由的保護給予淫穢內容，但是對於色情出版物的控制卻相對輕微。而且隨著時間的推移，有關淫穢內容和色情出版物的定義也在發生變化。
在1896年的“羅森訴美國案”中，美國聯邦最高法院在有關淫穢色情的定義上採取了與英國著名案件“里賈納訴希克林案（Regina v. Hicklin）”一致的標準。“希克林測試”對於淫穢色情的定義是在於它是否“能影響腐壞所接觸之人的心智”。在二十世紀早期，诸如西奥多·德莱赛的《美国的悲剧》（1925年）和D·H·劳伦斯的《查泰莱夫人的情人》（1928年）等文學作品都因“涉嫌淫穢”而被政府禁止出版。在聯邦地區法院的一起案件中，法官約翰·M·伍爾西（John M. Woolsey）通過“美國訴一本叫尤利西斯的書案”建立了另外一套有關淫穢色情的定義，并依此來評價詹姆斯·喬伊斯的小說《尤利西斯》。即：一部作品應該從整體而不是從某一特定章節或段落上判定它是否屬於色情出版物。
通過1957年的“羅斯訴美國案”，美國最高法院裁定色情淫穢內容並不受第一修正案的保護。同時最高法院也裁定“希克林測試”不再適用，而用“羅斯測試”予以取代，即：“對於一般人來說，在現行的社會道德標注下，作品整體或其主旨是否在賣弄色情”為判定淫穢的標準。這個判例很難在上訴過程中被證明，因而最高法院成員在接下來的十年里不得不在法院大樓的放映廳里觀看某部電影，以裁定其是否涉及淫穢。 大法官波特·斯图尔特閣下在1964年的“雅格碧利斯訴俄亥俄州案”中有句名言道，雖然不能準確定義淫穢的標準，“但是當我看到它的時候我就知道”。
最高法院通過1973年的“米勒訴加利福尼亞州案”擴大了對“羅斯測試”的定義，根據新的“米勒測試”，如果一部作品定義為淫穢色情的定義將根據：

1. ……“普通人以現行社會道德標準”認為該作品從整體上來說是以鼓吹賣弄色情為主要內容的……
2. ……作品的描述或說明以一種公然冒犯他人的形式對國家法律認定的性行為進行描寫……
3. ……該作品從整體上來說，缺乏嚴肅的文學、藝術、政治或科學價值。……

需要注意的是，由於“米勒測試”中規定的是“社會標準”而非“國家標準”，這就給美國各地方法院如何定義“淫穢”內容留下了一個難題。通過1982年的“紐約州訴法伯案”和1990年的奧斯本訴俄亥俄州案”，最高法院裁定兒童色情不在“米勒測試”的範疇內，法院認為政府在保護受虐兒童方面的權利至關重要。
個人在家裡私藏淫穢作品可能不會被法律禁止。在1969年的“斯坦利訴喬治亞州案”中，最高法院裁定，“憲法第一修正案的存在就意味著政府無權告訴公民，他在家裡的時候應該閱讀什麽樣的書籍和觀看什麽樣的電影。”但是憲法允許政府禁止公民之間郵寄或出售淫穢作品，儘管它們有可能是只用於私人目的。在2002年的“阿什克羅夫特訴言論自由聯盟案”中，最高法院維持了宣判《1996年預防兒童色情法》無效的判決。最高法院認為“禁止虛擬角色的兒童色情製品”的規定過於寬泛并違反了第一修正案。
當政府試圖控制思想或試圖證明其法律不應當被廢止的時候，第一修正案所規定的自由是岌岌可危的。自由的前提條件是自由思考的權利，因而言論自由必須得到政府的保護，因為言論自由是思考自由的前提條件。
在2008年的“美國訴威廉姆斯案”中，最高法院裁定《禁止奴役當代兒童的起訴救濟和其他手段法》（簡稱：2003保護法）合憲。最高法院裁定禁止提供或獲得兒童色情出版物的規定並沒有違反第一修正案，就算根據該法律被起訴的公民並沒有兒童色情出版物，也是如此。

### 罪犯回憶
在美國的一些州，根據《山姆之子法案》的規定，罪犯不得以盈利目的出版自己的回憶錄。該法案的出臺是因為大衛·貝爾科維奇決定出版有關自己謀殺案的回憶錄。但是在1991年的“西蒙·舒斯特出版社訴犯罪受害人委員會案”中，最高法院推翻了紐約州類似的法律。根據新的規定，罪犯有權出版自己的回憶錄。但是在某段時間內，該回憶錄的收益將被存入託管帳戶，該託管帳戶的利息將支付給紐約州犯罪受害者委員會，用於該委員會為犯罪受害者提供的醫療援助和相關支出。但是同樣的法律在其他一些州頗有爭議。

### 譭謗污蔑

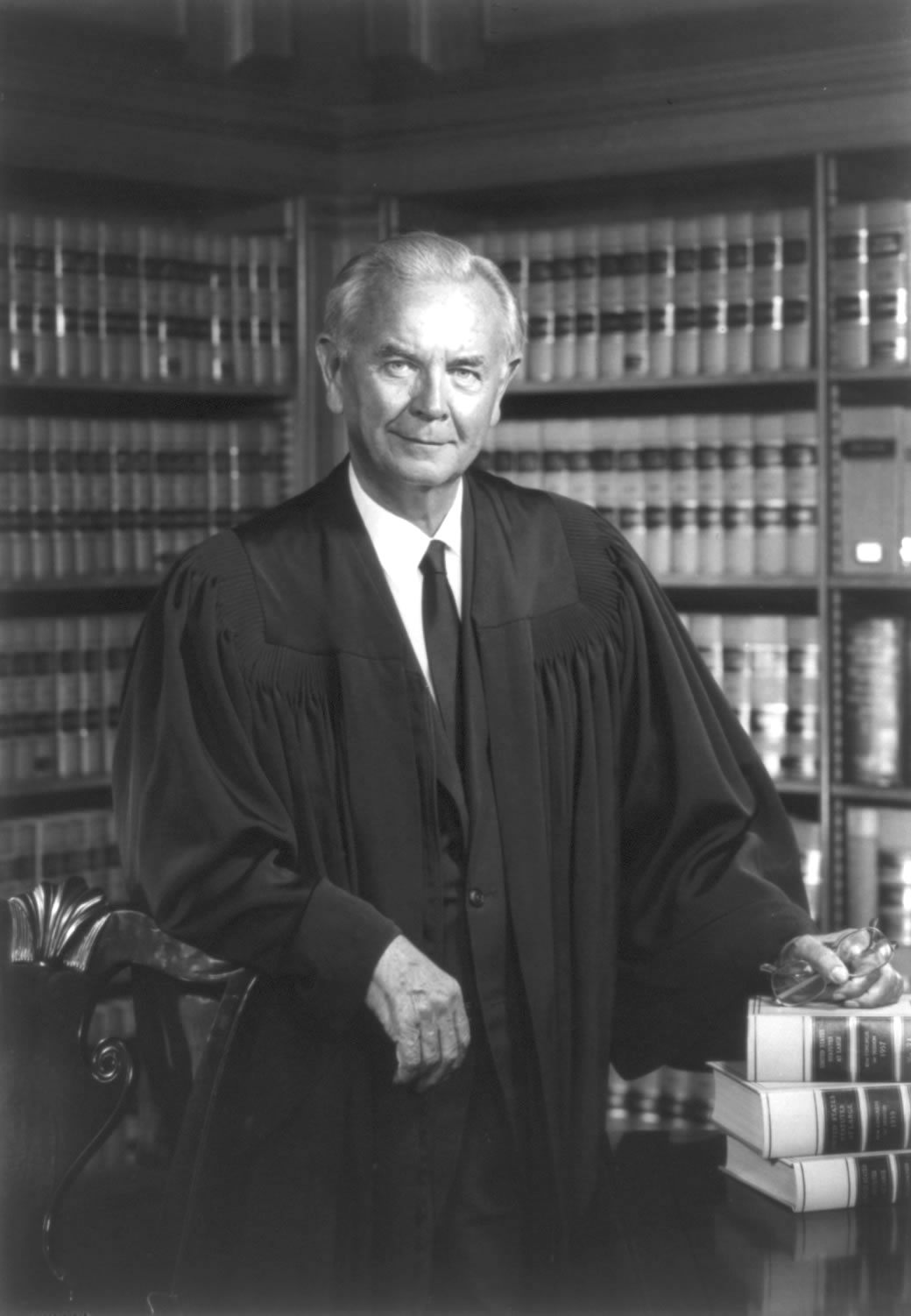
大法官小威廉·布倫南閣下在紐約時報訴沙利文案中做出了里程碑式的裁決，在涉及公共人物的譭謗訴訟中需要遵循“真實惡意原則”。

美國有關譭謗言論或出版物的侵權舉證責任源自英國普通法。在美國判例法的頭兩百年里，即便是在獨立戰爭時期，譭謗的構成要素繼續類似于英國的現存法律。在1988年的法律教科書上，有關譭謗中傷的定義幾乎與威廉·布萊克斯通和可口可樂公司提供的那般。譭謗行為必須符合以下特點：
1. 言論中有涉及指責的詞語。例如：指責受害方有犯罪行為；罹患某種傳染疾病或心理疾病；因為道德缺失或缺乏責任心而無法擔任公職；在其專業領域、供職行業或商業經營上缺乏誠信；
2. 這些言論一定都是虛假的；
3. 這些言論以口頭或書面的方式傳遞給了第三人；
4. 這些言論沒有在一些特定場合（例如：國會）提出；[155]
5. 這些言論必須出於惡意。

有關譭謗的定罪必須同時符合上述五項特點，尤其是針對涉及譭謗的出版物。 對於某些譭謗罪的刑事指控，例如：譭謗煽動罪，有關陳述的真假與否並不是關鍵。因為這些法律的目的就是為了維持公眾對政府的支持，有時真實的表述反而比虛假的危害更大。 相反，譭謗罪特別強調它所帶來的後果。例如：“貶低或中傷他人”或者“將其陷入蔑視、仇恨或嘲笑中”。
根據英國普通法引申出來的譭謗罪可能並不符合新共和政體的擔憂引起了早期美國法院在威廉·布萊克斯通有關“懲罰危險性或令人反感的作品……是維護政府或教會和平及良好秩序的必要條件，也是維護公民權力的堅實基礎”的說法和有關“新聞自由受憲法保護自由的需要程度大過新聞寫作帶來的恐懼”的說法之間的爭議。 因此在第一修正案通過后的200年間，有關譭謗罪的定義進行了些微的調整。
1964年的“紐約時報訴沙利文案”徹底改變了美國對於譭謗罪的定義。該案重新定義了“惡意”作為譭謗罪的一個定罪條件。在英國普通法中，對於“惡意”的定義是“敵意”或“惡毒”。而現在一名政府官員如果要通過誹謗罪起訴他人，就必須證明該當事人的言論符合“真實惡意原則”。在本案中，《紐約時報》刊登了一則政治廣告，指責阿拉巴馬州蒙哥馬利市的某名官員採用暴力行動壓制非裔美國人的民權運動。隨後蒙哥馬利市警察局長沙利文起訴《紐約時報》誹謗其名譽並在阿拉巴馬州法庭獲得勝訴。但案件上訴到美國聯邦最高法院之後，最高法院推翻了原案的裁決。大法官小威廉·布倫南閣下認為官員可以起訴他人譭謗，但前提是對方的惡意言論需要符合“真實惡意原則”——即“明知（報導內容）為虛假或罔顧（報導內容）的真實性”。
雖然“真實惡意原則”適用於政府官員及公眾人物，但是在1988年的“費城新聞報訴霍普斯案”（Philadelphia Newspapers v. Hepps）中，最高法院裁決有關個人名譽權的問題上，第一修正案“不一定強制對普通法中的一些規則作出改變”。在1985年的“鄧白氏公司訴格林莫斯征信公司案”中，“真實惡意原則”並不適用於私人譭謗案件，如果言論“並非具有憲法價值的公共言論或者並非針對公共事務，那麼該言論並不受憲法保護，——也就並不需要遵循‘真實惡意原則’。”在1974年的“格茨訴羅伯特·韋爾奇公司案”中，在私人譭謗案件中，如果被譭謗者尋求高於實際傷害的懲罰性賠償的話，那麼必須證明譭謗者有“真實惡意”。1988年的“好色客雜誌訴福爾韋爾案”中，最高法院延伸了“真實惡意”原則的定義，將對他人造成情緒困擾的“恶搞”也納入到憲法的保護範疇。在本案中，《好色客》杜撰了神父福爾韋爾的第一次性經驗是在他母親的外屋里。最高法院認為福爾韋爾是一名公眾人物，因此強調公眾人物必須容忍“激烈、刻薄甚至尖銳的抨擊”，既然大眾知道這是惡搞且不相信其真實性，那麼對福爾韋爾的譭謗也就不存在。因此，最高法院推翻了原審法院的裁決。
在1990年的“米爾科維奇訴文采雜誌公司案”中，最高法院就“意見表達”和“譭謗”的界限做出了定義，如果一個人的言論超出“意見表達”而成為“事實指控”，並且該言論可被證偽的話，那麼就屬於譭謗而不受憲法保護。

### 私人物業
美國各州的憲法中也有類似美國憲法中對言論自由的保護。在少數幾個州，例如加利福尼亞州，州憲法對言論自由的保護甚至比第一修正案更全面。美國聯邦最高法院已經同意各州擴大對第一修正案的釋法範圍，例如加強對言論自由的保護，特別是在“普魯內雅德購物中心訴羅賓斯案”中。在該案中，最高法院一致裁定業主所有人有權禁止政治宣傳機器或請願連署活動非法進入其私人場地。但是加州的法律卻對該權力進行了限制，加州將某些場地（通常商場或超市）視為傳統的公共論壇，因此要求業主不得禁止相關人士的進入和宣傳。但是法院也認為業主可以對“宣傳活動提出合理限制”。隨後，科羅拉多州、新澤西州、馬薩諸賽州和波多黎各的地方法院也採用了這一判例。在司法實踐中，加州法院曾多次支持該判例。

### 仇恨言論
盡管近來社會上出現許多對於言論政治正確性與仇恨言論的關注，但美國並無法律規範仇恨言論，事實上，美國法律沒有「仇恨言論」一詞；與之相反地，在美國，仇恨言論是言論自由的一部分，在社會上會被視為仇恨言論的言論，在事實上受憲法第一修正案保障。

## 新聞自由

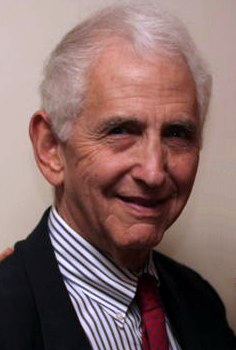
由丹尼尔·艾尔斯伯格（圖中人物）洩露五角大樓文件而引發的“紐約時報訴美國案”導致了有關新聞自由的一個里程碑式的判決。

新聞自由條款保護了出版自由。在1938年的“洛弗爾訴格裡芬市案”中，首席大法官查尔斯·埃文斯·休斯閣下將“新聞”定義為“各類提供訊息和意見的出版物”。這項權利已經延伸到所有媒體，包括：報紙、書籍、戲劇、電影和電子遊戲。
一個有關新聞自由的里程碑是裁決是1931年的“尼爾訴明尼蘇達州案”，最高法院推翻了出版前審查的規定。在本案中，明尼蘇達州議會通過一項法律，允許法院關閉那些“刊登造謠、中傷和譭謗性言論的報紙”。有關真相的辯論只能在已知真相的情況下，並且言論必須“具有良好的動機和正當的目的”。 在“五比四”的結果下，最高法院推翻了明尼蘇達州違憲的法律，并將新聞自由條款推行到州。時任首席大法官查尔斯·埃文斯·休斯閣下引用詹姆斯·麦迪逊的話寫道，“由於政府的忽視和罪犯的侵害而導致了公民基本生命財產權的損失，這需要勇敢而敏銳的新聞界予以監督”。
但是在“尼爾訴明尼蘇達州案”中，最高法院也允許了對部份特殊案例適用“事先審查”，例如“出版部隊出發日期、數量及目的地”。 但是這個例外在四十年后的一個里程碑式裁決中被推翻，那便是1971年的“紐約時報訴美國案”。理查德·尼克松政府試圖禁止出版一份有關越南戰爭的五角大樓文件，該文件是被軍事分析師丹尼尔·艾尔斯伯格偷偷複製并洩露給媒體的。經過最高法院“六比三”的投票結果，裁定美國政府提供的證據不足以動用“事先審查”特例。大法官小威廉·布伦南閣下參考“尼爾訴明尼蘇達州案”判決書后在協同意見里寫道，“只有政府能夠指控并證明出版的信息會立即并直接引發一個危及海上運輸安全的行為，否則（法院）無法支持簽發一個臨時禁制令”。而大法官休戈·布莱克閣下和威廉·道格拉斯閣下的意見更加激進，他們認為事先審查是完全沒有理由的。
法院已經很少用同情的態度來處理基於內容的新聞監管。在1974年的“邁阿密先驅論壇報訴托尼歐案”中，最高法院一致裁決并推翻了一項要求報社必須在相同位置刊登候選人對政治評論的回應的佛羅里達州法律。佛羅里達州認為該法律有利於規範新聞報導的責任性，但是最高法院認為第一修正案賦予的新聞自由是不附帶對應義務的，因此裁定報社有權力不刊登他們不想刊登的內容。
但是在廣播和電視上的基於內容的監管卻在不同的案件中被最高法院維持著。基於公共頻率資源有限，政府可以對無線電視臺和廣播電臺的牌照進行控制和審核。這種行為被最高法院認為合憲，并不在第一修正案的管轄範圍內。政府可以對廣播內容進行限制，但是僅僅只能基於“內容中立”。在1978年的“聯邦通訊委員會訴太平洋電台案”中，美國聯邦最高法院裁定聯邦通訊委員會有權限制“不雅”內容在電臺中的播出。
美國各州政府均保留了對新聞出版行業徵稅的權力，就像他們有權對別的商品徵稅一樣。但是，如果是專門針對出版行業的徵稅則被視為是違憲的。在1936年“格羅斯讓訴美國出版公司案”中，最高法院裁定向報紙廣告收入徵稅的州稅是無效的，因為記者在創建一個“知情公眾的輿論環境”是至關重要的。 同樣的，一些針對新聞界給予優待的稅種也被取消。例如在1987年的“阿肯色州作家協會訴阿格蘭案（Arkansas Writers' Project v. Ragland）”中，最高法院就裁定阿肯色州針對“宗教類、專業類、貿易類及體育類報刊”的稅收減免優惠是違法的，因為這種優惠政策有變相的內容控制行為。在1991年的“萊塞訴梅德羅克案（Leathers v. Medlock）”中，最高法院裁定針對不同的新聞行業有不同的州稅政策違憲，例如對有線電視徵稅，但不對報紙徵稅。最高法院認為“針對發言者，甚至是新聞從業人員區別徵稅並不牽涉美國憲法第一修正案。除非該稅是特別針對他們，或者有打壓其危險，特別是有這種趨勢。”
在1972年的“布萊茲伯格訴海耶斯案”中，最高法院裁定第一修正案並沒有賦予記者拒絕大陪審團傳票的權力。不過本案裁定的是記者是否有權在基於自己的信仰的前提下，“在州或聯邦大陪審團前出庭作證”。而並不是“刪除了第一修正案中的言論自由和出版自由”。最終最高法院以“五比四”的結果裁定記者在這方面並不享受第一修正案的保護。但是，持贊同意見的大法官劉易斯·鮑威爾閣下也認為下級法院在處理同類案件中，“應該採取逐案衡量個案具體情況的方式保障新聞自由”。

## 集會及請願自由

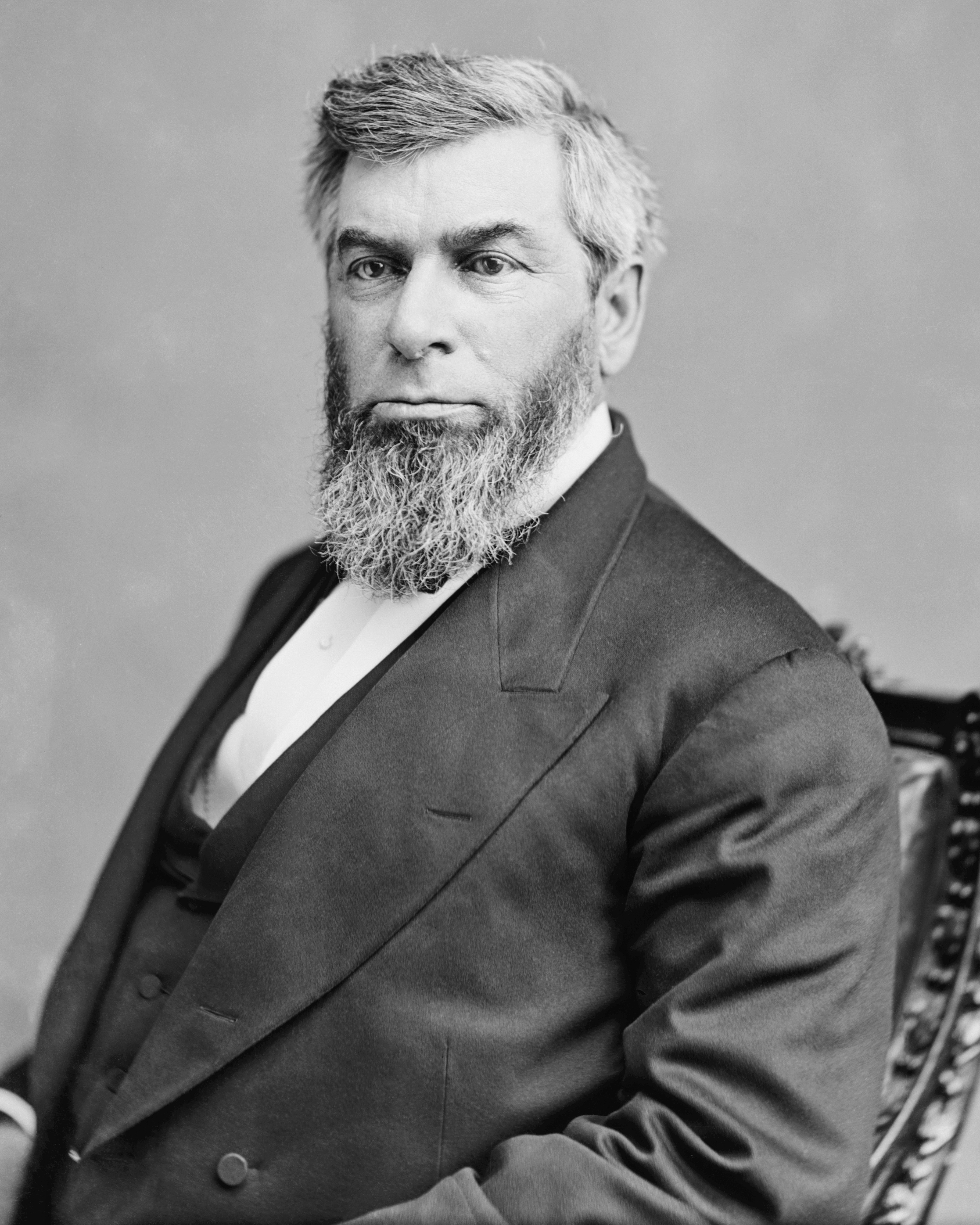
首席大法官莫裡森·韋特閣下在“美國訴克魯克香克案”中裁定集會權是請願權的附屬權利。

請願自由條款保護的是“向政府请愿伸冤的权利”。有關請願自由條款的案件在十九世紀30年代凸顯了出來，當時美國國會頒佈了禁止就反對奴隸制提交請願書的“禁言法案”，不過該法案數年后就被國會給推翻了。隨後因為反對《1917年間諜法》的請願行為被裁定違法并判監禁，而當時的美國最高法院並沒有就此是否屬於“請願自由條款”的保護進行裁定。
今天，請願自由的權利包括對聯邦的三大機構——聯邦政府、國會和聯邦法院都適用，同樣也適用於美國諸州的政府、議會及法院。根據最高法院對“請願權”的定義，請願不僅僅是傳統意義上呼籲公眾對政府請願以尋求政府糾正其行為，也可以是向私人機構呼籲以尋求個人利益的滿足。請願權不僅保護向政府“請願”的權利，也包括政府必須就此做出回應的要求。
在2011年的“圖裡亞自治市訴瓜爾涅利案”中，最高法院就“言論自由條款”和“請願自由條款”釋法道：
無需贅言，“言論自由”和“請願自由”在其保護範圍、目的和效果上是一樣的，它們之間具有許多共同點……言論自由和請願自由都是民主進程中的一部份，雖然它們的方式並不相同。請願自由是公民向他們的政府和民選代表自由表達他們的想法、希望和關注的權利；而言論自由則是公民可以自由交流想法的權利，是協商民主乃至思想及人類事務的重要組成部份。在政治領域之外，言論和請願都是先進的個人觀點之表達。但是，請願一般涉及的表達是向政府尋求賠償的申訴。
集會自由最初是有別於請願自由的。但是在1875年的“美國訴克魯克香克案”中，美國聯邦最高法院認為“公民和平集會旨在向國會或任何權力或職責相關的政府機關申訴是一個國家公民的權利，美國政府必須保護和保證這樣的權利。共和政府的定義暗示了公民有權進行和平集會，以尋求在公共事務方面向政府諮詢或請願。”首席大法官莫裡森·韋特閣下在法院意見中仔細辨別了請願權和集會權，他認為集會權是從屬於請願權的次要權利，而請願權則是主要權利。然而，在後來的案件中，這種區別就很少被關注到了。
在二十世紀60年代做出的兩個裁決被統稱為“諾爾-邊寧頓規則”，最高法院認為私人機關向聯邦政府或州政府就有關貿易限制的遊說行為受到請願自由條款的保護，而無需受到休曼法案的制裁。

## 結社自由
雖然“第一修正案”並沒有明文保護美國公民的結社自由，但是在1958年的“美國有色人種促進會訴阿拉巴馬州案”中，法院裁定結社自由受到“第一修正案”保護，並且會員的隱私權屬於該自由的重要組成部份。在1984年的“羅伯茨訴美國青商會案”中，法院裁定任何組織不得因與本協會章程無關的原因拒絕他人入會，例如性別。
但是在1995年的“赫爾利訴波士頓美籍愛爾蘭裔同性戀團體案”中，法院卻裁定如果某些會員的存在影響了另外一些會員對於自己觀點的表達，那麼該組織可以解除這些會員的會籍資格。同樣的，在2000年的“美國童軍訴戴爾案”中，法院也裁定新澤西州要求美國童軍承認一個出櫃同性戀者的會員身份違反了“結社自由”的規定範疇，判決美國童軍勝訴。

### 文獻
- Abrams, Floyd. . 企鹅出版集团. 2006-04-04  [2013-04-04]. ISBN 978-0-14-303675-3. （原始内容存档于2020-08-01）.
- Beeman, Richard. . 蘭登書屋. 2009  [2013-04-04]. ISBN 978-1-58836-726-6. （原始内容存档于2020-09-23）.
- Jasper, Margaret C. . 奥西安纳出版社. 1999  [2013-04-04]. ISBN 978-0-379-11335-8. （原始内容存档于2020-09-24）.
- Nelson, William Edward. . 喬治亞大學出版社. 1994  [2013-04-19]. ISBN 978-0-8203-1587-4. （原始内容存档于2020-09-24）.
- Newell, Martin L. . 卡拉翰出版社. 1898  [2013-04-19]. （原始内容存档于2020-08-01）.
- Lewis, Anthony. . 基本書局. 2007. ISBN 978-0-465-01819-2.

## 延伸閱讀

### 中文材料
- 《批評官員的尺度：《纽约时报》诉警察局长沙利文案》（北京大学出版社 ISBN 9787301188736）
- 《言论的边界：美国宪法第一修正案简史》（法律出版社 ISBN 9787511802057）

### 英文材料
- Daniel L. Dreisbach and Mark David Hall. The Sacred Rights of Conscience: Selected Readings on Religious Liberty and Church-State Relations in the American Founding. Indianapolis, IN: Liberty Fund Press, 2009.
- Daniel L. Dreisbach, Mark David Hall, and Jeffry Morrison. The Forgotten Founders on Religion and Public Life Notre Dame, IN: University of Notre Dame Press, 2009.
- Thomas I. Emerson, "Toward a General Theory of the First Amendment," Yale Law Journal, vol. 72, no. 5 (1963), pp. 877–956. In JSTOR.
- P. Irons, A People's History of the Supreme Court New York: Penguin, 1999.
- J. Kilman and G. Costello (eds.), The Constitution of the United States of America: Analysis and Interpretation. (2000).
- Nicholas P. Miller, The Religious Roots of the First Amendment: Dissenting Protestants and the Separation of Church and State. New York: Oxford University Press, 2012.

## 外部連結
- 康奈爾大學法學院《美國憲法註釋》 Archive.today的存檔，存档日期2012-08-05 （英文）
- 美國“第一修正案”中心 （英文）